# 스콜라스티카

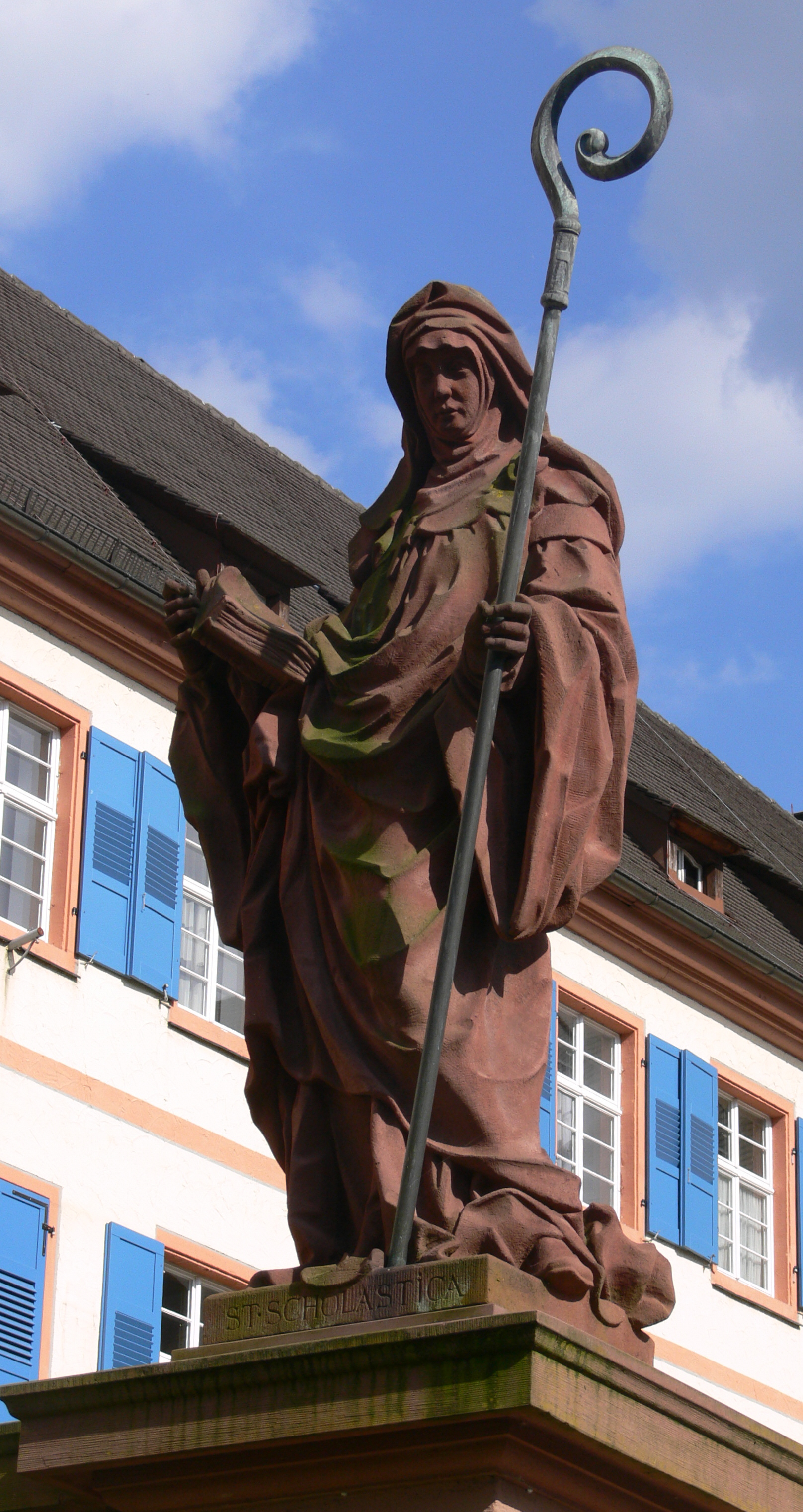
성녀 스콜라스티카

스콜라스티카(Scholastica)(480년 - 543년)는 베네딕토 수녀회의 초대 수녀원장이며 누르시아의 베네딕토의 여동생이다. 로마 가톨릭의 성인. 축일은 2월 10일. 미술작품에서의 그녀는 일반적으로 베네딕토 수녀회의 검은 수녀복을 입은 여인으로 묘사된다. 상징물은 성 베네딕토의 규율집과 주교장이며, 베네딕토회 소속 수녀와 교육, 책, 독서, 경련을 일으키는 아이의 수호 성녀이다.   

## 행적
스콜라스티카는 베네딕토의 쌍둥이 누이동생으로 480년경 이탈리아 노르치아에서 태어났다. 어렸을 때 이미 그녀는 자신의 삶을 하느님에게 바치기로 결심했다. 일찍부터 수비아코의 수녀원에 들어가 생활했으며 나중에는 몬테카시노 기슭의 푸마롤라에서 수도생활을 했다. 성녀에 대해서 알려진 몇 안되는 사실은 성 그레고리오의 《성인전》에 나오는 것인데, 그레고리오는 베네딕토의 생애에 대해서 기록하면서 그의 신성함을 증명하는 많은 기적적인 사건들을 설명하고 있다. 스콜라스티카와 베네딕토는 두 수도원의 가운데 있는 한 집에서 정기적으로 만났다. 마지막 만남이 있던 날 스콜라스티카는 수도원으로 돌아가려는 오빠에게 밤새워 영적인 문제에 대해서 이야기를 나누자고 했으나 베네딕토는 수도원의 규율을 어길 수 없어 돌아가려고 했다. 스콜라스티카가 기도를 올리자 하느님은 그녀의 기도를 들어주어 갑자기 무서운 폭풍이 몰아치게 하여 베네딕토는 밤새 그 집에 머물러 있을 수밖에 없었다. 베네딕토가 몬테카시노의 수도원으로 돌아간 며칠 뒤 베네딕토는 스콜라스티카의 영혼이 비둘기 형태로 하늘로 올라가는 것을 보았다.